# Hyracodontidae
De Hyracodontidae zijn een familie van uitgestorven zoogdieren die leefden van het Vroeg-Oligoceen tot het Vroeg-Mioceen. De familie telt zo'n twaalf geslachten.

## Kenmerken
De geslachten Hyracodon en Indricotherium verschillen nogal wat van elkaar qua grootte. Hyracodon was ± anderhalve meter lang, terwijl Indricotherium tot acht meter lang was. Qua bouw leken de vroege dieren op paarden, maar de latere vertegenwoordigers waren veel zwaarder gebouwd. Deze dieren hadden lange ledematen en drie tenen aan alle vier de poten.

## Ontwikkeling
Deze hoornloze, herbivore dieren vormden de oudste en meest primitieve familie. Vermoedelijk stamden ze af van een tapirachtige, die nauw verwant was aan Hyrachyus. Deze dieren waren aanvankelijk bescheiden in omvang. Ze ontwikkelden zich in de loop der tijd tot gigantische vormen, de Indricotheriinae of Paraceratheriinae inbegrepen. Het waren de grootste landzoogdieren die ooit geleefd hebben.

## Verspreiding
De Hyracodontidae leefden in de regenwouden van Kazachstan, Pakistan en het zuidwesten van China.

## Geslachten
Onderfamilie Allaceropinae Wood, 1932
- † Allacerops Wood, 1932
- † Aprotodon Forster-Cooper, 1915
- † Benaratherium Gabunia, 1955
- † Eggysodon Roman, 1910
- † Guixia You, 1977

Onderfamilie Hyracodontinae Steinman & Doderlein, 1890
- † Hyracodon Leidy, 1856
- † Llianodon Chow & Xu, 1961
- † Imequincisoria Wang, 1976
- † Pappaceras Wood, 1963
- † Praeaceratherium Abel, 1910
- † Rhodopagus Radinsky, 1965
- † Symphysorrhachis Belyaeva, 1954
- † Triplopides Radinsky, 1967
- † Triplopus Cope, 1880
- † Urtinotherium Chow & Chiu, 1963

Onderfamilie Indricotheriinae Borissiak, 1923 = Paraceratheriinae
- † Forstercooperia Wood, 1939
- † Juxia Chow & Chiu, 1964
- † Paraceratherium Forster Cooper, 1911
- † Urtinotherium Chow, 1958